# Косян Марія Вікторівна
Марія Вікторівна Косян (народилася 3 березня 1992 в місті Київ) — українська письменниця. Переможниця першого фестивалю «Вітер поезії». Член літературного угрупування «Свідки Слова». Аніматор літературного процесу — модератор багатьох літературних імпрез.

## Життєпис
З дитинства писала вірші, оповідання, багато читала.
Закінчила Київський національний університет імені Тараса Шевченка за спеціальністю: «Літературна творчість і українська мова та література» (кафедра новітньої української літератури). Отримала червоний диплом. Вчилася під проводом письменника-прозаїка, критика і літературознавця Володимира Даниленка.
Працює перекладачем, вчителем молодших класів.

## Творчість
Публікувалася в газетах «Літературна Україна», «Діалоги», альманахах: «Сві-й-танок», «Сполучник», на сайті: prozaua.com.
Авторка роману-антиутопії «Коли у місті N дощить» (2015), одна з перекладачів антології сучасного білоруського оповідання «Як риба об лід» (2015), одна з авторів антології прози літературного угрупування «Свідки Слова» «12», а саме трьох психологічних оповідань: «Спрага», «Трійця» та «Чорні цитрини» (2016).
Пише переважно прозу, трохи драматургію та поезію.
Роман «Коли у місті N дощить»
Роман вийшов у серії «Перша книжка автора». Це проект Київської організації Національної спілки письменників України за підтримки Київської міської державної адміністрації.

## Відзнаки
- Лауреат премії НСПУ «Літературні відкриття року» (2016);[4]
- Лауреат фестивалю поезії «Підкова Пегаса» (2018).[5]